# 皇帝マキシミリアンの処刑
- 皇帝マキシミリアンの処刑
- 皇帝マクシミリアンの処刑

『皇帝マキシミリアンの処刑』（仏: L'Exécution de Maximilien）は、フランスの画家エドゥアール・マネが1869年に製作した油絵。メキシコ皇帝マキシミリアンの処刑を題材にしている。ドイツ・マンハイムのマンハイム市立美術館所蔵。
メキシコに債権を有していたフランスが、メキシコ政府の負債棚上げに激怒し、メキシコ本土に出兵して首都メキシコシティを占領し、1864年4月10日よりハプスブルク家でオーストリア皇帝のフランツ・ヨーゼフ1世の弟であるマキシミリアンを「メキシコ皇帝」に即位させた。しかし、先住民出身のメキシコ大統領ベニート・フアレスらが巻き返し、1867年5月15日にマキシミリアンは逮捕されて帝位が取り消され、同年6月19日に側近の将軍2名とともに銃殺刑に処せられた。この作品はマキシミリアンが処刑される瞬間を描いている。

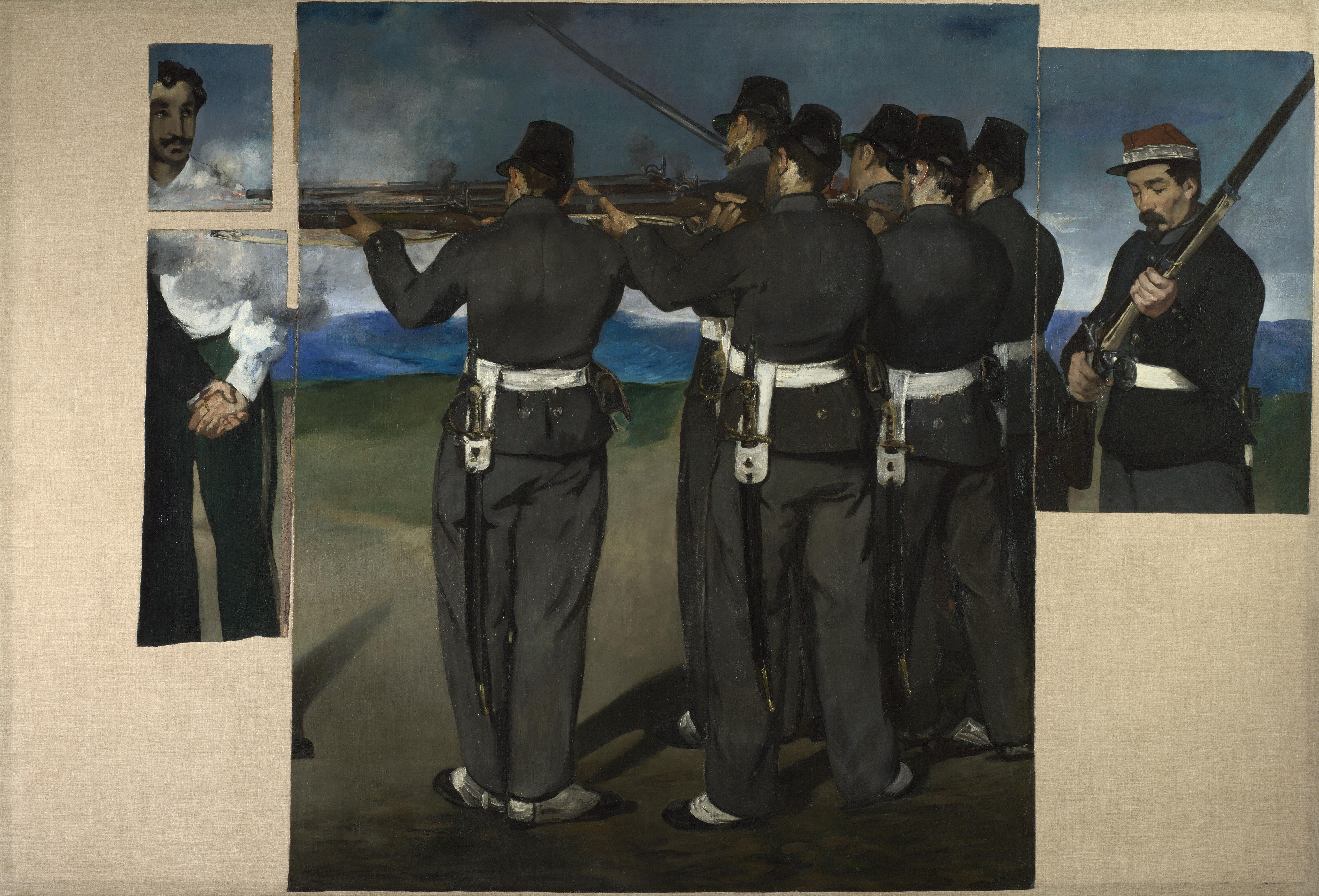
「皇帝マキシミリアンの処刑」（油彩・キャンバス、193 x 284 cm、1867-68年、ナショナル・ギャラリー蔵）

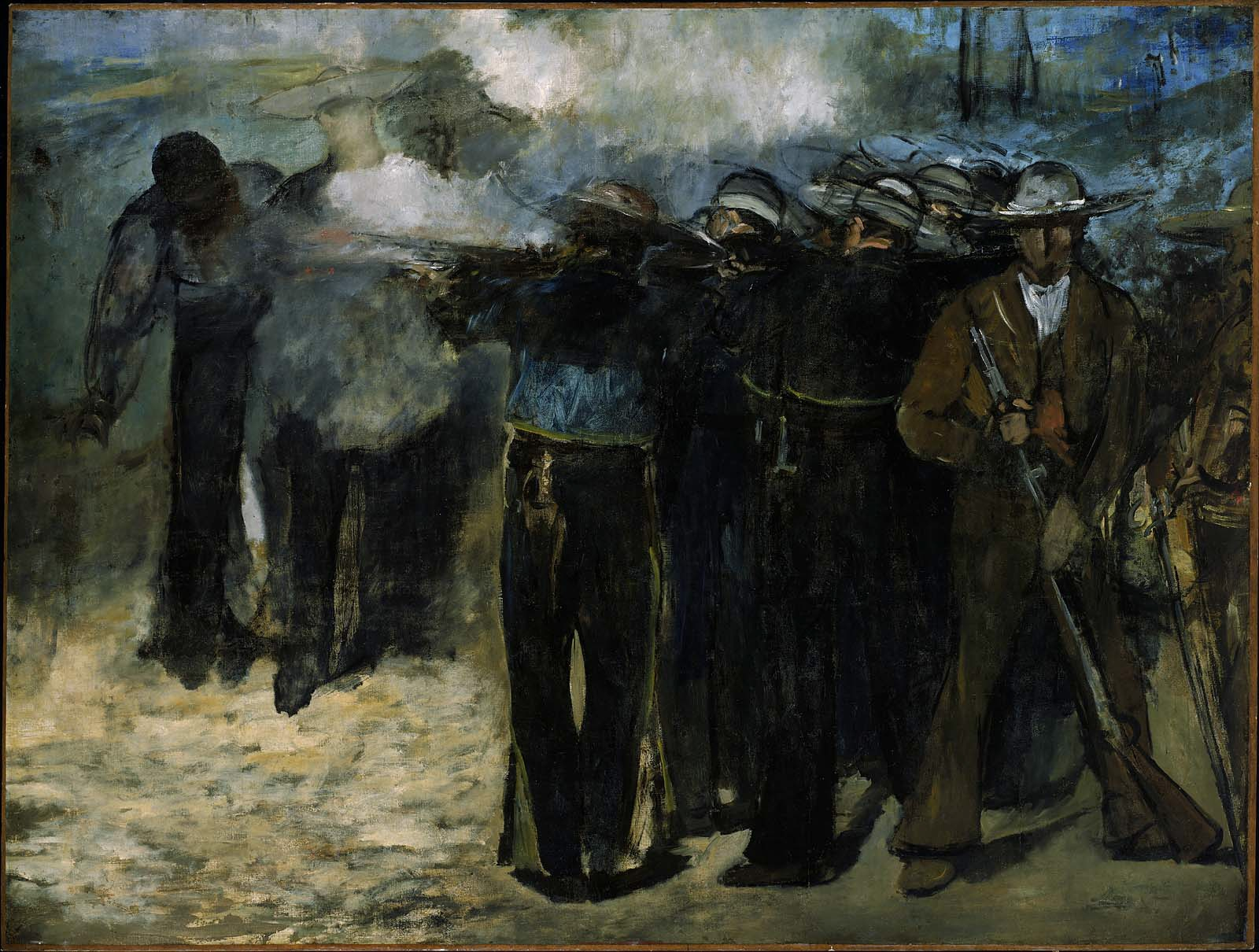
「皇帝マキシミリアンの処刑」（油彩・キャンバス、195.9 x 259.7 cm、1868年、ボストン美術館蔵）

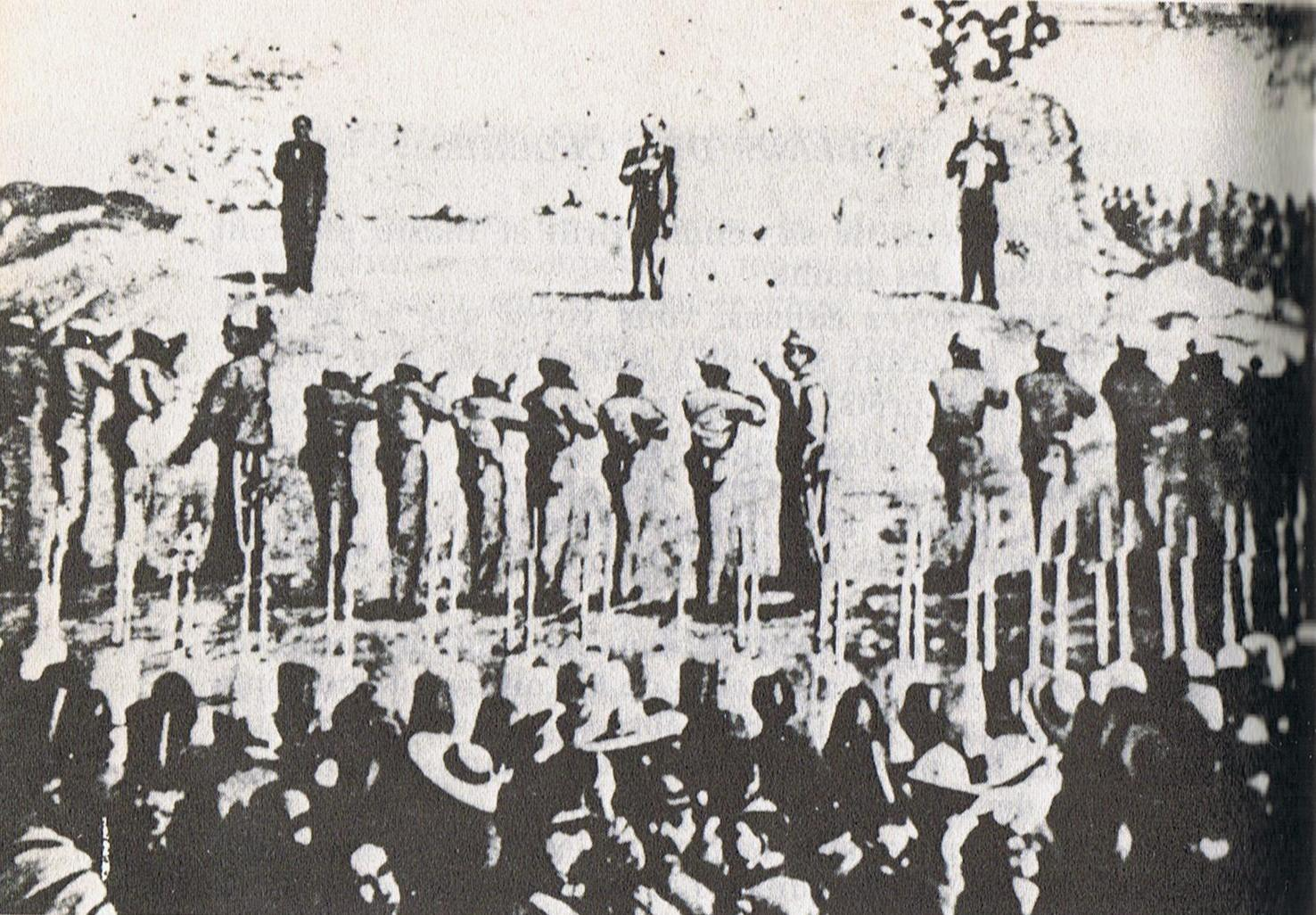
マキシミリアンらの処刑を写した写真。右からマキシミリアン、ミラモン、メヒア

この作品を完成させる前に、マネは試作（油絵2枚、小型の油絵一枚、リトグラフ一枚）を残している。そのうちの一つ（1867-68年頃）はマネの死後にバラバラにされて売り飛ばされたのちエドガー・ドガにより大部分が復元され、現在ロンドンのナショナル・ギャラリーに所蔵されている。構図、服装などは完成版に近いが、処刑場が海岸となっている。もう一つの未完の試作（1868年）はボストン美術館に所蔵されており、銃を持つ兵士の軍服が本来のメキシコ軍のものになっている。